# Cristian Paz
Cristian Paz (* 28. Januar 1988 oder 9. Oktober 1988 in Montevideo) ist ein uruguayischer Fußballspieler.

## Karriere

### Verein
Mittelfeldakteur Paz gehörte seit 2006 dem Erstligakader von Nacional Montevideo an und bestritt in der Spielzeit 2005/06 zwei Partien (kein Tor) in der Primera División. Zur Apertura 2007 wechselte er auf Leihbasis zum Club Atlético Cerro und wurde dort in jener Halbserie einmal (kein Tor) in der höchsten uruguayischen Spielklasse eingesetzt. 2008 stand er wieder in Reihen Nacionals. Von 2009 bis Mitte 2011 spielte er für Plaza Colonia. Im Anschluss daran wird er bis ins Jahr 2012 als Spieler des argentinischen Klubs El Linqueño geführt.

### Nationalmannschaft
Paz war Mitglied der von Gustavo Ferrín trainierten U-17-Auswahl Uruguays. Mit dieser nahm er an der U-17-Südamerikameisterschaft 2005 in Venezuela teil und wurde Vize-Südamerikameister. Bei der U-17-Weltmeisterschaft 2005 stand er ebenfalls dem uruguayischen Kader. Im Verlaufe des WM-Turniers wurde er dreimal (kein Tor) eingesetzt. Später wurde er auch in die uruguayische U-20-Nationalmannschaft berufen und gehörte dem Aufgebot bei der U-20-Südamerikameisterschaft 2007 an.

### Erfolge
- U-17-Vize-Südamerikameister: 2005